# Baeksang Arts Awards
Els Baeksang Arts Awards són uns premis de cinema, teatre i sèries de televisió celebrats a Corea del Sud des del 1965 pel periòdic Hankook Ilbo. Han sigut comparats amb els Premis Globus d'Or.
En una enquesta feta el juliol de 2004 es preguntà als sud-coreans quins premis de cinema locals respectaven més. El 30% digué que cap i el segon percentatge de respostes van ser aquests premis amb un 18.7%.